# Affaire du Djellaz
L'affaire du Djellaz (arabe : أحداث الجلاّز) est une affaire judiciaire tunisienne découlant d'une émeute intervenue les 7 et 8 novembre 1911 autour du cimetière du Djellaz, le plus grand cimetière de Tunis, dont les conséquences ont été dramatiques. Elle s'inscrit dans le contexte de la conquête par l'Italie de la Tripolitaine voisine.
L'affaire souligne la maladresse des autorités du protectorat français à gérer leur communication. Même s'il n'existe aucune similitude avec la spontanéité des émeutiers du Djellaz, l'action concertée du boycott des tramways tunisois en 1912 s'inscrit dans le contexte de tension née avec l'affaire du Djellaz.

## Contexte

### Rivalités entre populations
L'origine réelle des troubles se trouve, selon le quotidien français Le Temps, dans la « surexcitation mutuelle des populations arabe et italienne » de Tunis — la première comptant 150 000 personnes et la seconde 40 000 — qui, malgré leur proximité tant géographique que culturelle, sont en rivalité constante sur le plan de la main-d'œuvre.
Avec le début de la guerre italo-turque en Libye, les deux groupes de populations sont échauffés par leur presse respective et par l'incertitude au sujet des opérations, renforcées par les dépêches contradictoires expédiées chaque jour de Constantinople ou de Rome. Si les Italiens, à l'annonce de leurs premiers succès, triomphent, la nouvelle répandue par des voyageurs revenant de Tripoli que les Italiens avaient massacré des Arabes et la nouvelle de l'annexion de la Tripolitaine contribuent à raviver les tensions.

### Conflit foncier
Le 26 septembre 1911, les habitants de Tunis apprennent que la municipalité a déposé en son nom une demande d'enregistrement du domaine du Djellaz auprès de l'administration des affaires foncières dans l'intention de mettre fin aux usurpations des riverains qui allaient jusqu'à ouvrir des carrières au milieu des tombes. Certains avaient même déposé des demandes d'immatriculation de certaines parcelles du cimetière en leur nom. Même si le domaine avait depuis longtemps été placé sous sa tutelle, le but de l'immatriculation du cimetière par la municipalité est de protéger les droits légitimes des propriétaires. Mais faute d'informations, les Tunisois y voient plutôt une tentative d'empiéter sur ce domaine sacré pour y construire le prolongement de la voie ferrée ou la construction d'une ligne de tramway. Des milliers de protestations sont envoyées à la Conservation de la propriété foncière et un oukil (avocat) est désigné pour défendre les intérêts de la communauté musulmane.
Ulcéré que cette demande de bornage ait été faite par les conseillers municipaux français sans lui avoir demandé son avis, le Cheikh El Médina Sadok Ghileb placarde l'annonce de l'immatriculation partout dans la ville, jusque sur les portes des mosquées et du cimetière. Et comme le prévoit la loi, il invite les opposants à cette demande à être présents lors des formalités de bornage qui doivent avoir lieu le 7 novembre.
L'ouverture de la session du Conseil municipal le 2 novembre est houleuse : le vice-président de la municipalité Jean-Baptiste Curtelin n'a même pas pris la peine de mettre cette question importante à l'ordre du jour. Abdeljelil Zaouche proteste au nom de la population, déclarant que le terrain du cimetière n'appartenait pas à la municipalité et qu'elle n'avait pas le droit de demander son immatriculation. Le Conseil municipal se range à l'avis des représentants tunisiens et décide que les administrateurs de la ville renonceraient, le 7, dans les formes prévues par la loi, à la procédure d'immatriculation,.
Par négligence préméditée ou par laxisme, ni les journaux francophones, ni la presse arabophone ne relayent la décision du Conseil municipal. Seule La Dépêche tunisienne publie le 5 novembre la lettre de Zaouche dans laquelle il s'étonne du silence de la presse. Même Ghileb néglige d'en avertir les habitants ; le secrétaire général du gouvernement est obligé de le convoquer le 6 novembre pour qu'il se décide à en informer les m'harek (cheikhs de quartier). Ainsi, faute d'information, les habitants ne peuvent que suivre les directives de l'ancienne annonce qui appelle officiellement les intéressés à se présenter à une heure précise devant le cimetière pour déposer leurs demandes d'opposition. Élément aggravant, l'annexion de la Tripolitaine par l'Italie est annoncée le même jour.

## Déroulement

### Événements du 7 novembre
La police apprend qu'une manifestation est en préparation pour le matin du 7 novembre, jour fixé pour le bornage. En conséquence, le commissaire de police Espiaut se trouve, dès six heures du matin, à Bab Alioua avec 130 agents,.
Dès six heures, Espiaut accompagné de ses agents se rend au cimetière où près de 2 000 personnes sont déjà réunies à ses portes, fermées par les autorités. Vers sept heures, les oukils de la Djemaïa (administration) des habous ainsi que plusieurs cheikhs de quartiers, des notables tunisiens et les agents de police eux-mêmes annoncent à la foule que le bornage est annulé,. Celle-ci se retire lentement lorsque les employés du service topographique arrivent à sept heures et dressent le procès-verbal de la renonciation. La procédure a lieu sans incident et en présence d'une foule assez nombreuse. À 7 h 30, les géomètres se retirent de l'autre côté du passage à niveau situé à l'entrée de la rue Sidi El Béchir ; Espiaut, pour achever de rétablir la confiance, renvoie ses agents sauf une douzaine qu'il poste à Bab Alioua ou dans le cimetière même. Mais malgré ces mesures, la foule refuse de se disperser et plusieurs personnes sont arrêtées dont un derviche.
Sadok Ghileb arrive à huit heures avec une heure de retard et pénètre dans le cimetière avec des centaines de manifestants cherchant des traces de bornage. Méfiants, ces derniers demandent au Cheikh El Médina d'attester par écrit que le bornage n'a pas eu lieu. Ils réclament aussi l'ouverture des portes du cimetière et la libération de ceux qui viennent d'être arrêtés. Devant la dégradation de la situation, Espiaut tente de demander du renfort mais un coup de matraque écrase son chapeau et une grosse pierre lui fend la joue, constituant le point de départ des désordres. Les agents tentent alors de dégager le Cheikh El Médina mais sont en nombre insuffisant. Les coups de matraque pleuvent sur les manifestants et les pierres sur la police ; des coups de feu sont même tirés et le brigadier François Franchi est tué à coups de bâtons et de pierres, alors que deux inspecteurs de police, ainsi que quatre ou cinq agents sont blessés. Pendant ce temps, le capitaine Bichelatour, qu'un Arabe a aidé à sortir du cimetière en le couvrant de son burnous, se rend à la caserne Saussier pour y requérir les zouaves et faire prévenir du même coup les chasseurs d'Afrique de la caserne Forgemol. La mêlée devient générale et s'étend bientôt de Bab Alioua vers l'avenue Bab Jedid et les rues avoisinantes. Vers neuf heures, quatre brancardiers de la Croix-Verte, venus évacuer des blessés, sont assaillis. L'un d'eux, Tortorici, est tué sur le coup. Non loin de là, le facteur Brayard est attaqué et mortellement blessé. Appelé en renfort, un détachement de soixante zouaves dirigés par le lieutenant Pinelli, est accueilli à coups de pierres. Les soldats ripostent en tirant sur la foule. Vers dix heures, le procureur de la République et les autorités sont entourés par une foule menaçante qui refuse de reculer. Après les sommations réglementaires, les zouaves tirent plusieurs salves en l'air, finissant par dégager le procureur et le juge d'instruction. Au même moment, le bruit se répand qu'un Italien a tiré de sa terrasse tuant un enfant indigène, Rebah Degla. L'émeute se transforme alors en chasse à l'Italien, ce qui explique que des Français soient épargnés en déclinant leur identité. Un tramway est lapidé et son wattman italien blessé ; une automobile est également lapidée, tout comme les trains arrivés en gare en provenance de Hammam Lif et Bizerte.

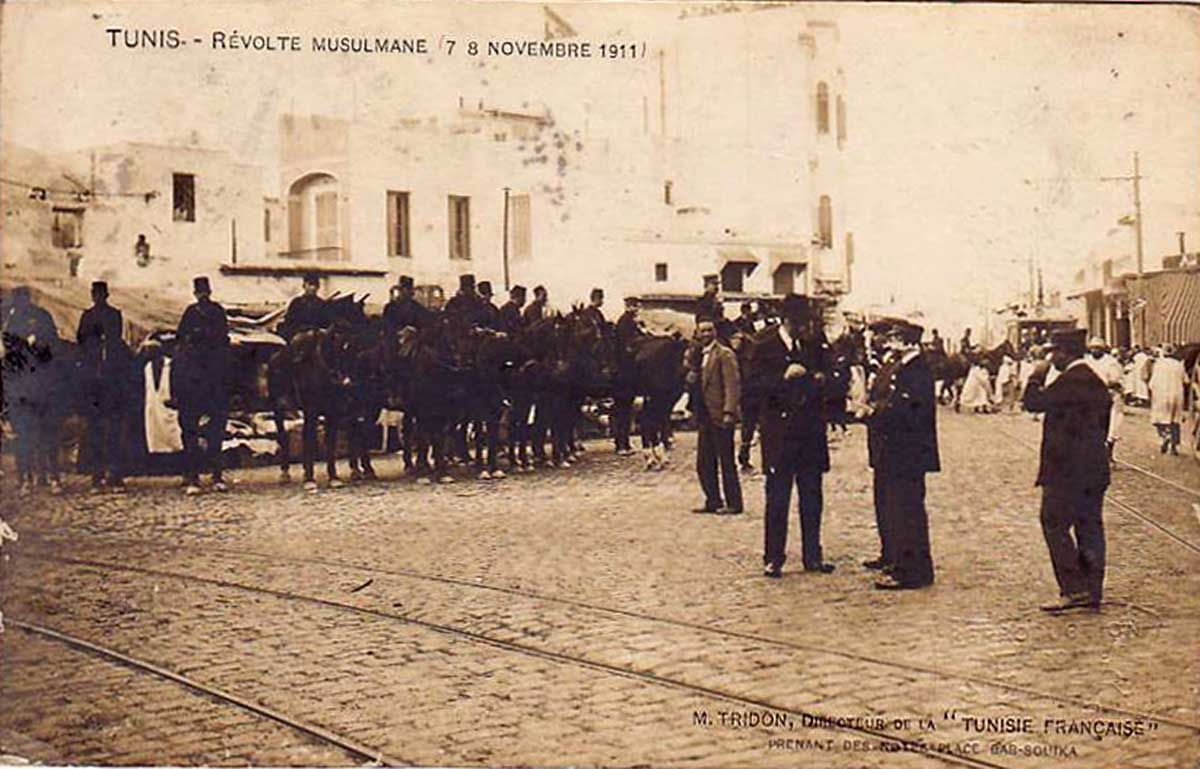
Troupes sur la place de Bab Souika.

Les chasseurs d'Afrique, arrivés à Bab Alioua, s'efforcent en vain de refouler les manifestants qui encombrent la rue. Pris dans la foule, ils se voient dans l'impossibilité d'avancer et le lieutenant qui les commande est désarçonné. Les zouaves viennent alors à leur rescousse, se faufilent entre les chevaux et tirent à nouveau sur la foule qui, cette fois, se disperse. Le calme est rétabli vers 13 h et des patrouilles circulent toute l'après-midi dans la médina. Si l'émeute semble avoir pris fin, des attentats individuels sont toutefois commis dans les quartiers avoisinants, et bientôt dans le reste de la médina où les manifestants se sont dispersés, par des Arabes sur des Italiens ou par des Italiens sur des Arabes. Des bagarres ont par ailleurs lieu sur la places de Bab Souika et Halfaouine ; c'est au cours de l'une d'elles qu'un colon français est assailli et tué à coups de matraque. À Bab Souika, un Italien est tué, poussant environ 600 Italiens à venir venger leur compatriote, tentative cependant avortée par les artilleurs. Alors qu'un Italien est tué à coups de poignard et un autre éventré, une cinquantaine d'Italiens décidés à combattre les Arabes arrivent sur la place Halfaouine : des coups de feu sont tirés et un Italien encore tué.
Si le calme est rétabli à la mi-journée, une bagarre vite réprimée éclate dans l'après-midi à Bab El Khadra. Des Arabes assiègent une maison italienne et certains, armés de matraques, assomment presque une Italienne avant d'être arrêtés. Dans l'après-midi, des troupes arrivent de Bizerte et Hammam Lif et, dans la soirée, tous les soldats disponibles, soit 1 000 hommes environ, occupent la ville où règne un calme absolu. Pour assurer le maintien de l'ordre, le général Pistor divise la ville en quatre secteurs commandés par des chefs de bataillon, interdit les attroupements, rassemblements et stationnements de plus de trois personnes et instaure un couvre-feu à partir de neuf heures du soir. Par ailleurs, l'impression, la publication et le colportage des journaux indigènes, à l'exception du quotidien La Zohra, sont interdits. Toutes les autorisations d'ouverture de cafés maures délivrées sont momentanément retirées, tout comme sont suspendues jusqu'à nouvel ordre les autorisations de vendre, détenir ou porter des armes.
Au soir du 7 novembre, on dénombre 17 morts — trois Français (un brigadier de police, un facteur des postes et un Maltais naturalisé), dix Arabes et quatre Italiens — et onze blessés (quatre Français appartenant à la police, cinq Italiens et deux Tunisiens).

### Événements du 8 novembre
La nuit suivante est calme mais, dans la matinée, une nouvelle bagarre éclate entre Arabes et Italiens : un Arabe et deux Italiens sont tués. Entre neuf heures et midi, trois Italiens sont tués dans le quartier de Bab Souika, l'un d'un coup de poignard et les deux autres à coups de matraque, et une vieille femme frappée à coups de matraque dans la rue. Selon le quotidien La Lanterne, le mouvement de révolte a alors un caractère nettement italophobe et se trouve localisé dans une petite partie de la ville, occupée par toutes les forces disponibles.
Le seul incident de la journée du lendemain est l'assassinat dans la soirée d'un matelot norvégien à El Aouina, sur la route de La Goulette.
Un groupe de 200 Italiens ayant voulu empêcher des Arabes de traverser la place de Bab Cartagena, une bagarre s'ensuit, au cours de laquelle plusieurs Arabes sont maltraités.
Dans la nuit du 7 novembre, le consul général d'Italie, Bottesini, passe la nuit à l'hôtel de la résidence générale avec sa famille. Le lendemain, une manifestation italienne vient le chercher, le priant de se rendre à la résidence générale et de demander la libération des Italiens arrêtés. Le consul s'y rend accompagné d'une foule qu'il exhorte au calme, puis à la permanence, où il présente sa requête au procureur de la République, Joseph Reverdin, qui ne peut être prise en considération. Les troupes finissent par disperser le rassemblement.
Des patrouilles de cavalerie et d'infanterie parcourent la ville et plusieurs arrestations sont opérées. De nombreux citoyens, trouvés porteurs de matraques ou d'armes, sont arrêtés et aussitôt déférés au tribunal indigène de la Driba, qui les condamne séance tenante. Néanmoins, de nombreux groupes continuent de stationner dans les rues, tentant de se réunir sur les principales artères ou places, mais en sont chassés par les troupes.
Les journaux se montrent violents. Dans le même temps, les zaouïas et les mosquées sont très fréquentées. De leur côté, les Italiens sont surexcités par les meurtres des leurs et se réunissent par groupes dans chaque quartier où ils vivent mélangés à la population arabe, afin de se concerter pour assurer la défense de leurs familles.

## Procès

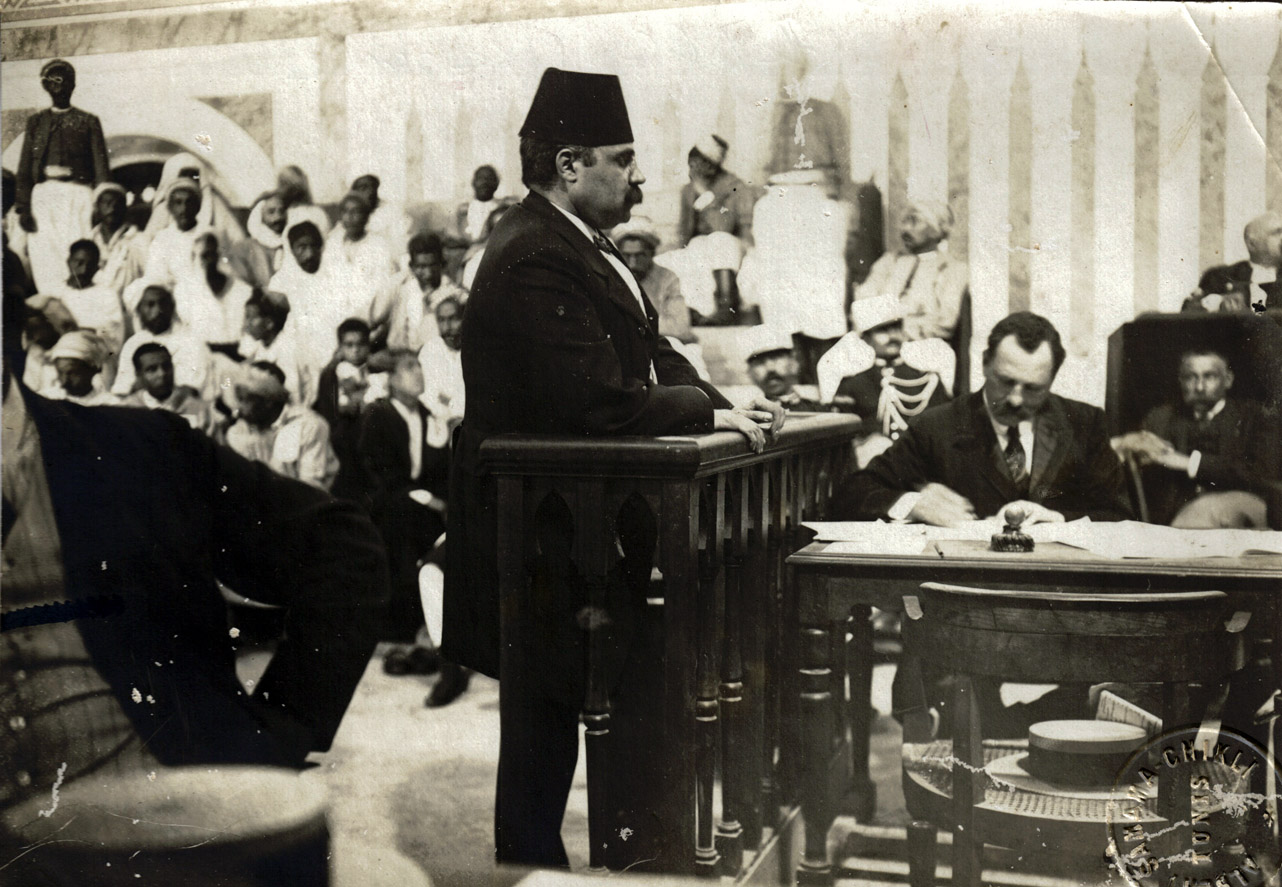
Abdeljelil Zaouche au procès du Djellaz.

Le procès s'ouvre le 3 juin 1912 devant le tribunal criminel présidé par Paul Dumas, président du tribunal de Tunis. L'audience a lieu dans l'immense salle des pas perdus du palais de justice de Tunis, aménagée pour le procès. Le siège du ministère public est occupé par le procureur Reverdin. Le tribunal est aussi composé de trois magistrats et six assesseurs, soit trois Français et trois de la nationalité des accusés.
L'acte d'accusation relève 19 meurtres ou tentatives de meurtres à coups de couteau et de matraques à l'encontre d'Européens isolés, d'agents de police, de commerçants, de fonctionnaires, de brancardiers, etc. Les accusés sont au nombre de 74 et les avocats au nombre de quatorze dont aucun Tunisien musulman.
Le verdict du procès est prononcé le 30 juin à 2 heures du matin : le président, au nom du tribunal, retient le crime de rébellion contre 35 accusés. Après lecture des attendus et des circonstances des meurtres, il prononce sept condamnations à mort contre les accusés suivants :
- Chedly El Guettari (21 ans) et Manoubi Djardjar, pour meurtre de Franchi et diverses tentatives de meurtre ;
- Abdallah Ben Mahmoud Ouali, pour meurtre de Brayarda Di Bartholo ;
- Mohammed Ben Ali Chedly, pour meurtre de Muccio ;
- Mohammed Ben Hadj Abdallah El Gharbi, pour tentatives de meurtre sur Foatta et Soulet ;
- Mohamed Ben Abdallah Ben Amor El Gabsi, pour tentative de meurtre sur Piatri Djilani ;
- Jilani Ben Ali Ben Fethallah, pour tentative de meurtrie sur Durin[24],[25].

À l'exception d'El Guettari et Djardjar, exécutés le 26 octobre 1912 sur la place Bab Saadoun, la peine des cinq autres condamnés est commuée en travaux forcés à perpétuité,. D'autres condamnations sont également prononcées :
- Abdallah Ben Darmoul, aux travaux forcés à perpétuité ;
- Fredj Essoudani et Hadj Ben Belgacem, respectivement à vingt et dix ans de travaux forcés ;
- Mohamed Lakhangi Belgacem, Ben Mohamed et Manoubi El Guettari, à cinq ans de la même peine[25].

Trois accusés sont condamnés à huit ans de réclusion, neuf à cinq ans de la même peine, un à cinq ans de prison, quatre à deux ans, deux à huit mois et trois à six mois ; 34 inculpés sont acquittés et deux mineurs remis à leurs parents. Parmi les acquittés figure un vieux tirailleur de 80 ans, ayant fait les campagnes du Mexique et d'Italie, ainsi que la guerre franco-allemande de 1870[réf. nécessaire].
L'affaire du meurtre d'un colon du nom de Vanel et de la tentative de meurtre contre six charretiers italiens est jugée en août 1912 : Abdallah Ben Djeballah et Amor Ben Mabrouk sont condamnés à mort et Mohamed Gara aux travaux forcés à perpétuité ; Mohamed Ben Kaddour, Abdelkader Chtiqui et Mohamed Bouzgaia sont condamnés à quinze ans de travaux forcés tandis que trois autres inculpés sont acquittés. Les condamnés à morts verront leur peine commuée en travaux forcés à perpétuité,.